# Fish and chips

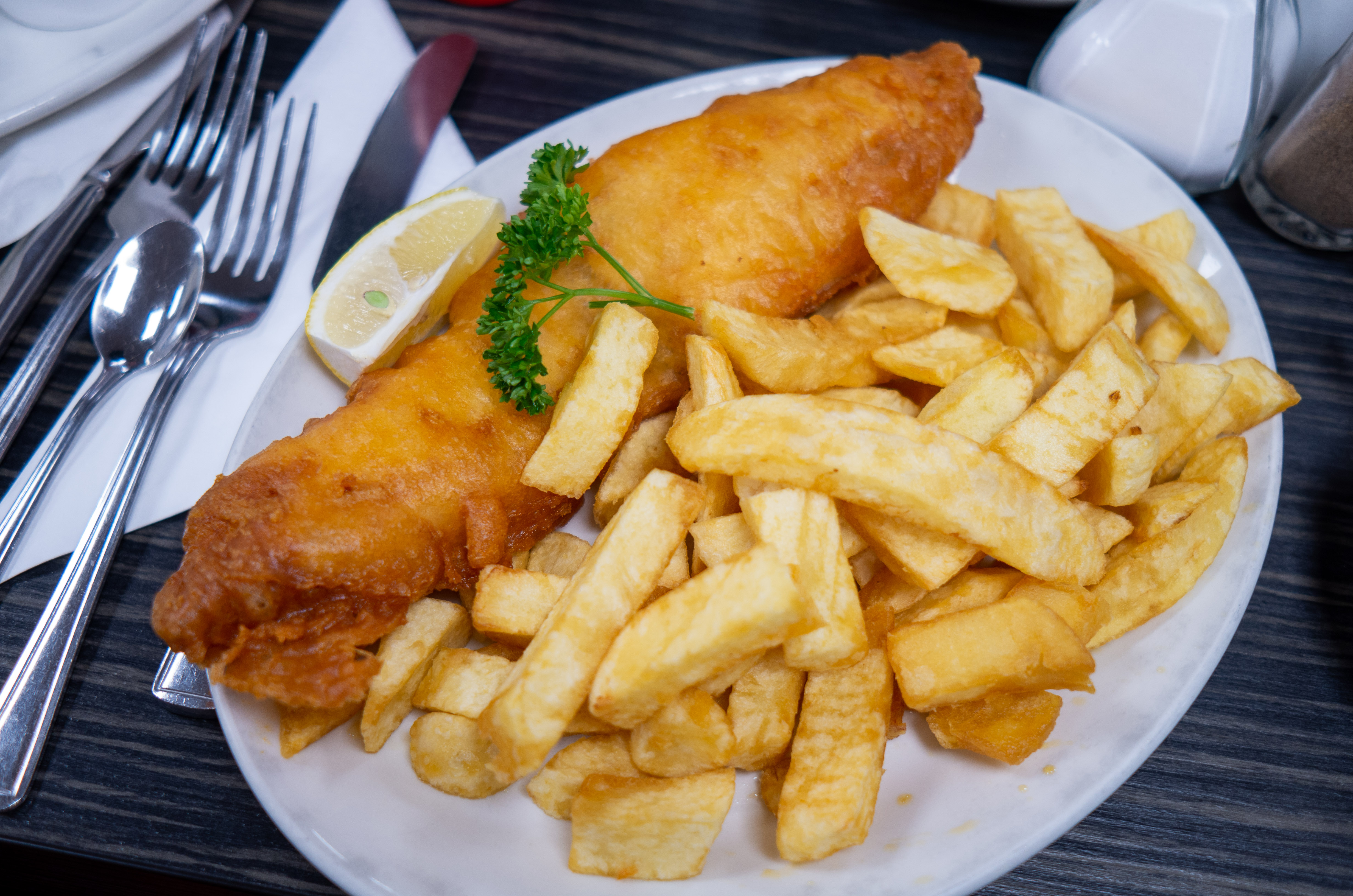
Uma porção padrão de peixe e batatas fritas com uma rodela de limão e guarnição de salsa, servida em Blackpool, Inglaterra

Fish and chips ou fish 'n' chips (em tradução livre "peixe com batatas fritas") é um prato típico da culinária do Reino Unido. Consiste em peixe frito envolvido num polme, acompanhado por batatas fritas. Inicialmente era vendido embrulhado em folhas de jornal, como ainda acontece em algumas regiões do país. Durante décadas, dominou o setor das comidas compradas preferidas naquele país e também na Austrália e na Nova Zelândia. Tornou-se também bastante popular em certas partes da Nova Inglaterra, no Canadá, na Irlanda e na África do Sul.

## História
O prato tornou-se um modo de alimentação barato e rápido entre os membros da classe operária britânica, com o desenvolvimento rápido da pesca com rede de arrasto no Mar do Norte, na segunda metade do século XIX. Antes disso, os pescadores usavam linhas compridas para apanharem apenas peixes grandes, de alta qualidade e de águas profundas, como o linguado. Os arrastões, por outro lado, obtinham um conjunto de peixes de alta qualidade misturados com peixes mais baratos, que os pescadores começaram por deitar ao mar, por falta de mercado. Contudo, à medida que os preços do transporte ferroviário baixaram, foi possível levar este peixe mais barato para regiões do interior do país, tornando-se fácil de obter a um preço baixo para um número maciço de consumidores.

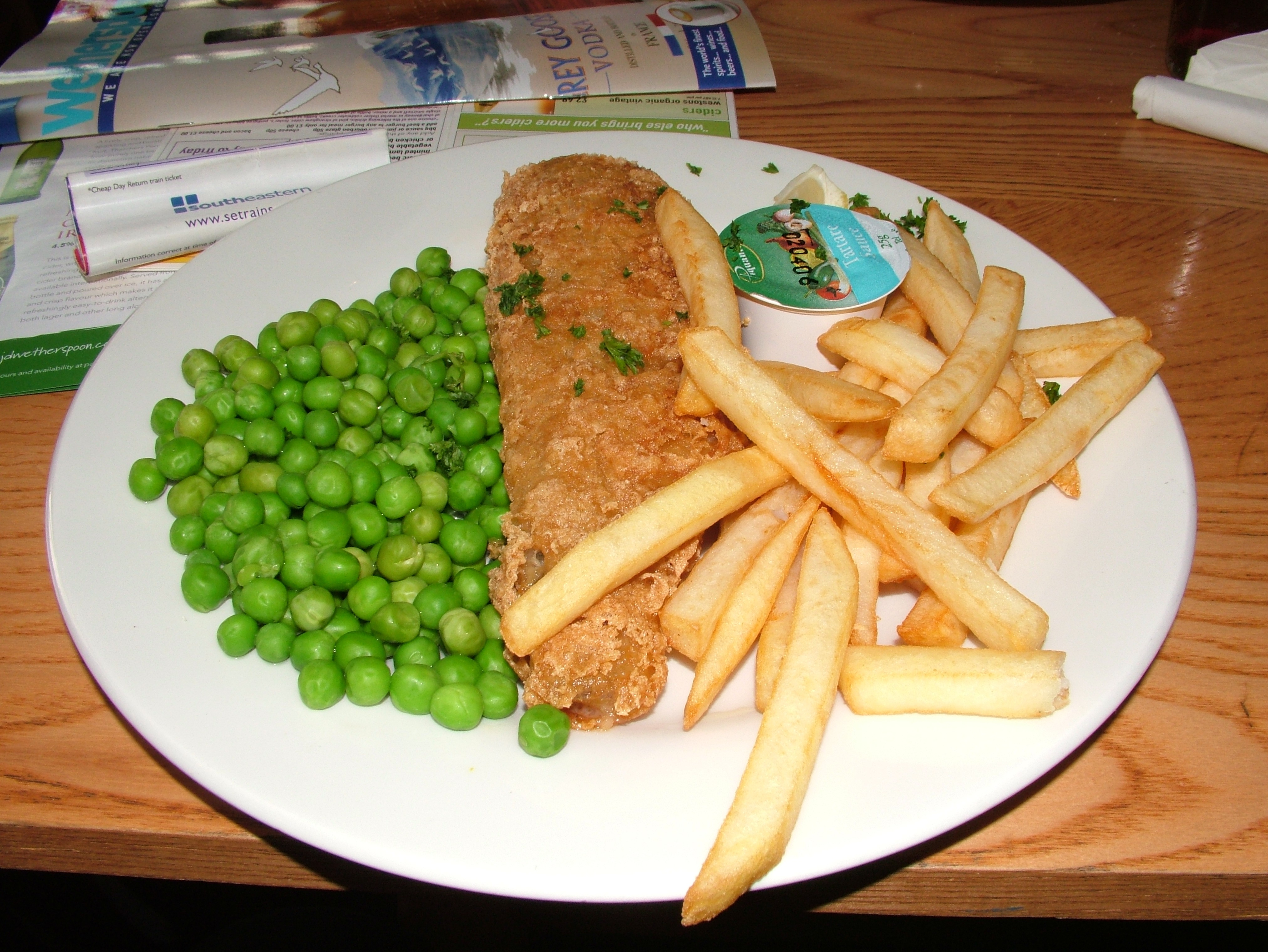
Fish and chips servido num pub de Londres

Na Inglaterra, o peixe frito e as batatas fritas surgiram separados nos menus há muitos anos, apesar das batatas só terem chegado à Europa no século XVII. Tendo sido originalmente um prato judaico, o peixe frito foi levado para a Holanda e para a Inglaterra por judeus portugueses e espanhóis sefarditas, nos séculos XVII e XVIII, na sequência da sua fuga às perseguições movidas pela inquisição. Este prato também foi introduzido pelos portugueses no Japão, onde hoje é conhecido como tempura.
Tornou-se popular num âmbito mais alargado em Londres e no sudeste da Inglaterra em meados do século XIX. Charles Dickens menciona um "armazém de peixe frito" no seu romance "Oliver Twist", publicado em 1838. Ao mesmo tempo, desenvolveu-se no norte da Inglaterra o comércio das batatas fritas. Afirma-se, de forma discutível, que a primeira loja de batata frita foi fundada num mercado de Oldham. Porém, existe incerteza quanto ao local e à data em que os dois produtos foram combinados para se tornarem a indústria de peixe com batatas fritas que existe hoje no Reino Unido. O primeiro registro de uma loja de peixe com batatas fritas em Londres indica que foi aberta em 1860 ou 1865, por Joseph Malin, apesar de se indicar ter sido antes criada outra loja por um 'Sr. Lees' em 1863 no norte da Inglaterra, em Mossley, no Lancashire.

## Variações
Existem variações regionais no Reino Unido, no que diz respeito à preparação do peixe antes de o envolver no polme. Algumas lojas, em especial no sul da Inglaterra, deixam a pele em ambos os lados do peixe, enquanto outros, sobretudo no norte da Inglaterra, Escócia e Irlanda do Norte, fritam filetes sem pele.

### A fritura
A fritura tradicional utiliza banha de bovino ou de suíno. Porém, os óleos vegetais, devido a libertarem fumo apenas a temperatura muito elevada, predominam nos dias de hoje. Uma minoria de vendedores no norte do Reino Unido ainda usa banha, por oferecer um sabor diferente ao prato, mas isto tem o efeito secundário de tornar as batatas fritas impróprias para vegetarianos e para crentes de certas religiões, tais como hindus, judeus e muçulmanos.

### As batatas
As batatas fritas de estilo americano têm tipicamente uma forma mais fina que as britânicas. Nos menus americanos, aparecem por vezes raspaduras mais grossas sob a designação de "steak fries" (batatas fritas para bifes). Contudo, estas também não são tão grossas como as britânicas, que medem tipicamente entre 1 a 1,5cm em corte transversal.
Algumas pessoas defendem que as variedades de batata Lincolnshire Whites ou Maris Piper produzem as melhores batatas fritas, enquanto os belgas e os suecos preferem a variedade Bintje.
A maioria das lojas tradicionais de fish and chips no Reino Unido faz as suas batatas fritas a partir de batata fresca. Na Austrália, as batatas são pré-fritas e congeladas, antes da fritura final.

### O polme

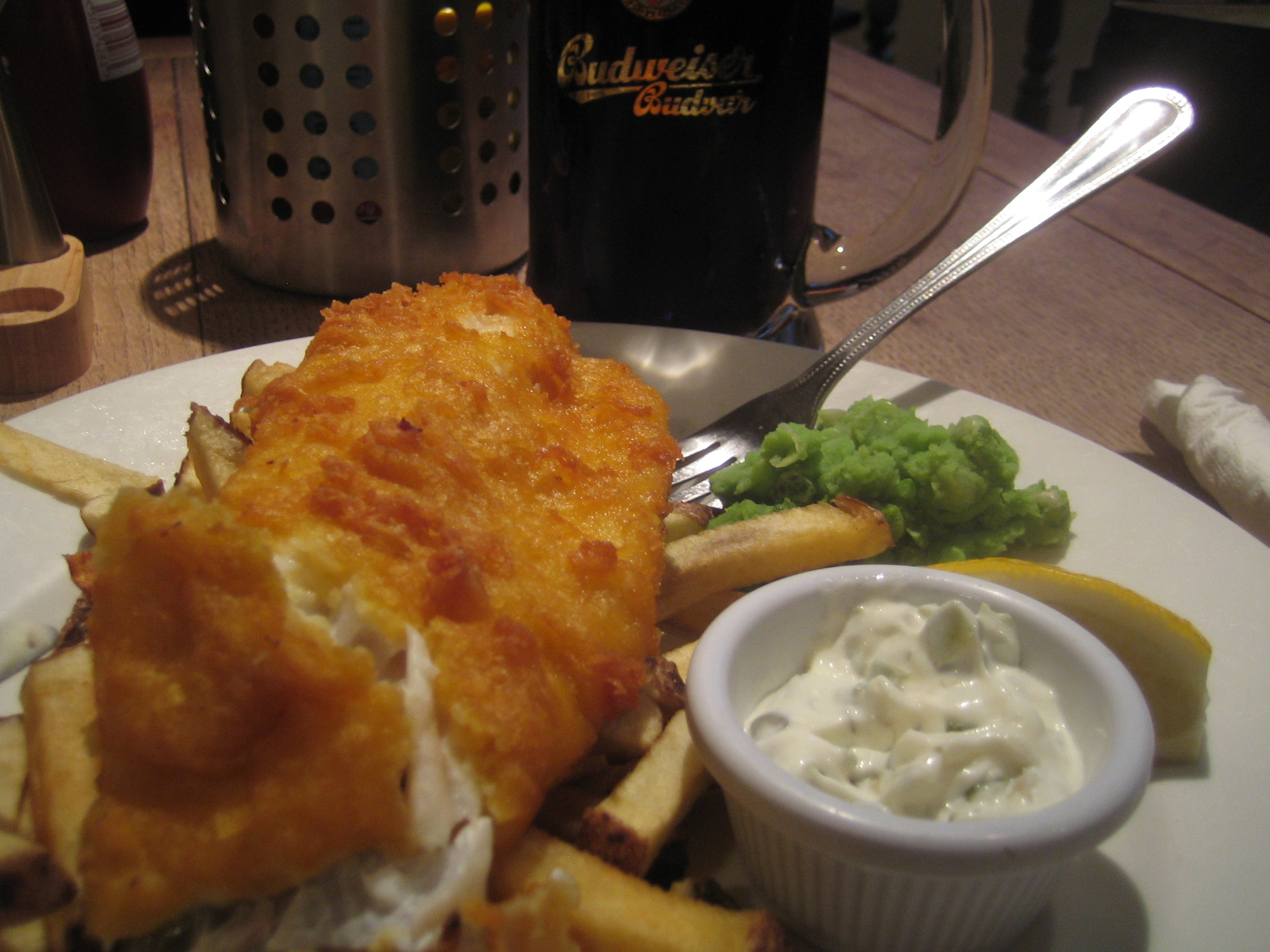
Fish and chips com polme de cerveja

A cobertura do peixe também pode variar, com a utilização de pão ralado ou pão ázimo, para além da farinha tradicional. Na Austrália, no norte de Nova Gales do Sul, o fish and chips é feito normalmente com pão ralado, sendo possível pedir o polme só com farinha como pedido especial. No Reino Unido, a cobertura com pão ralado não está disponível em grande parte das lojas. O polme feito com cerveja, de tom alaranjado e textura mais suave, tem vindo a tornar-se popular no Reino Unido.
As lojas de fish and chips do Reino Unido e da Irlanda incluem frequentemente pedaços de polme que caem na gordura e acabam por ser fritos. São oferecidos gratuitamente e podem ser pedidos explicitamente.
Inicialmente, os consumidores não comiam o polme, que servia apenas para envolver o peixe, antes de ser descartado.

### O peixe

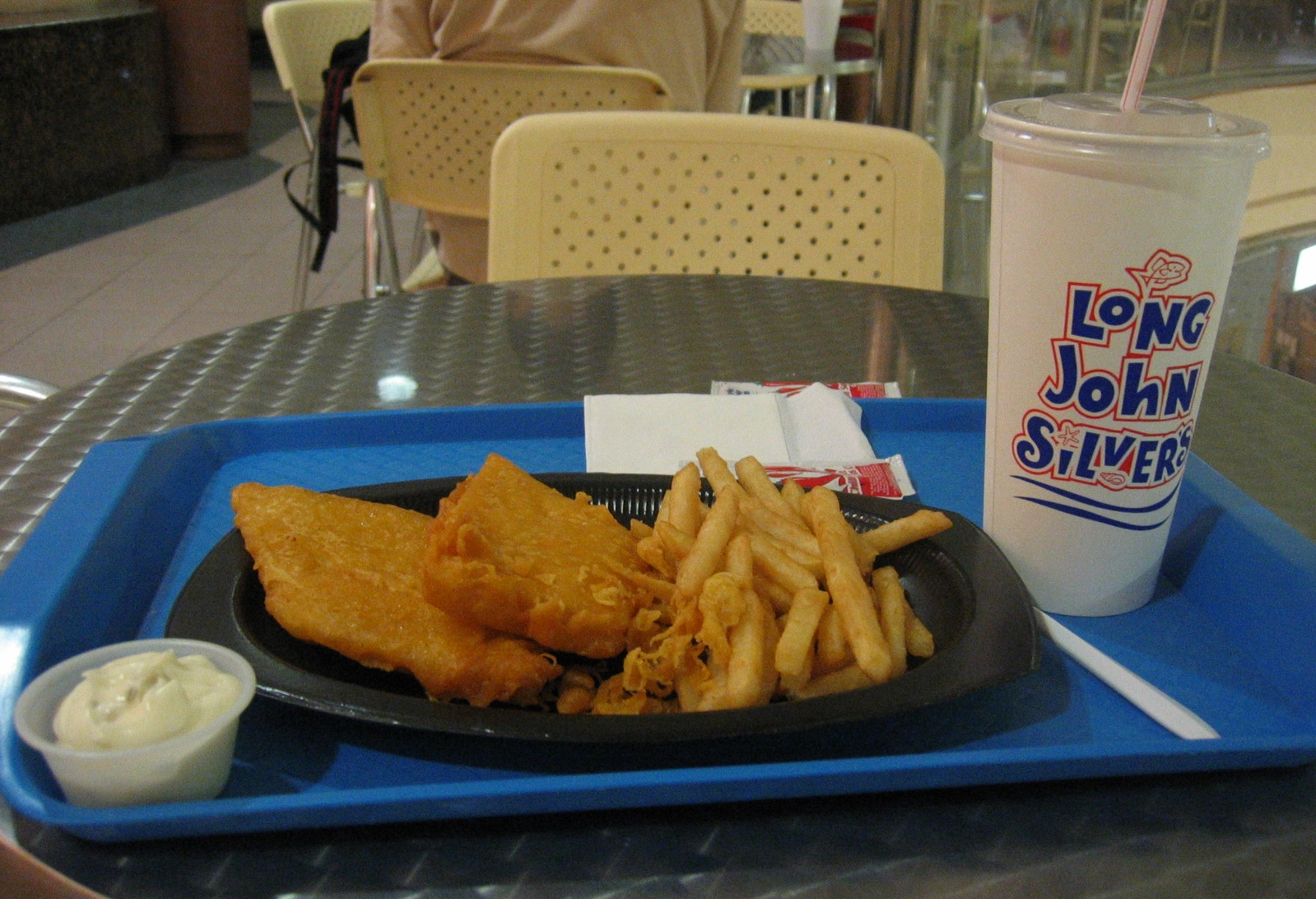
Fish and chips servido nos EUA

Na Inglaterra, a arinca e o bacalhau são os peixes mais utilizados no fish and chips. Mas, as lojas usam muitos outros tipos de peixes de carne branca, tais como o escamudo ou a raia. Em algumas áreas do norte da Inglaterra e da Escócia, predomina a arinca. Na Irlanda do Norte, o bacalhau e a solha são os peixes mais comuns.
Na República da Irlanda, o bacalhau e a solha são também os peixes mais comuns. Dublim possui uma tradição antiga de consumo de asas de raia fresca com batatas fritas. Em Galway, é comum as lojas de peixe frito oferecerem uma selecção mais vasta de peixe, incluindo tamboril, pescada, escamudo e arinca.
Na Austrália, usam-se alguns tipos de tubarões pequenos no fish and chips. Nesse país, é também comum ver lulas e outros tipos de peixe indisponíveis no Reino Unido.
Os neo-zelandeses preferem lutjanídeos, pelo seu sabor superior. Nesse país, como alternativa mais barata, são utilizados peixes da família centrolophidae e o granadeiro-azul. A utilização de tubarões levou à criação de uma designação local para o fish'n'chips: shark'n'tatties. Por vezes, são utilizadas batatas-doces, complementadas com natas.
No Canadá, é usada uma vasta gama de peixes como o bacalhau, a arinca, o alabote e o escamudo. As lojas permitem normalmente ao cliente escolher o peixe que pretende. 
Nos Estados Unidos, os peixes brancos são também os mais comuns. Mas, por vezes, o salmão também é utilizado.

### Temperos e acompanhamentos

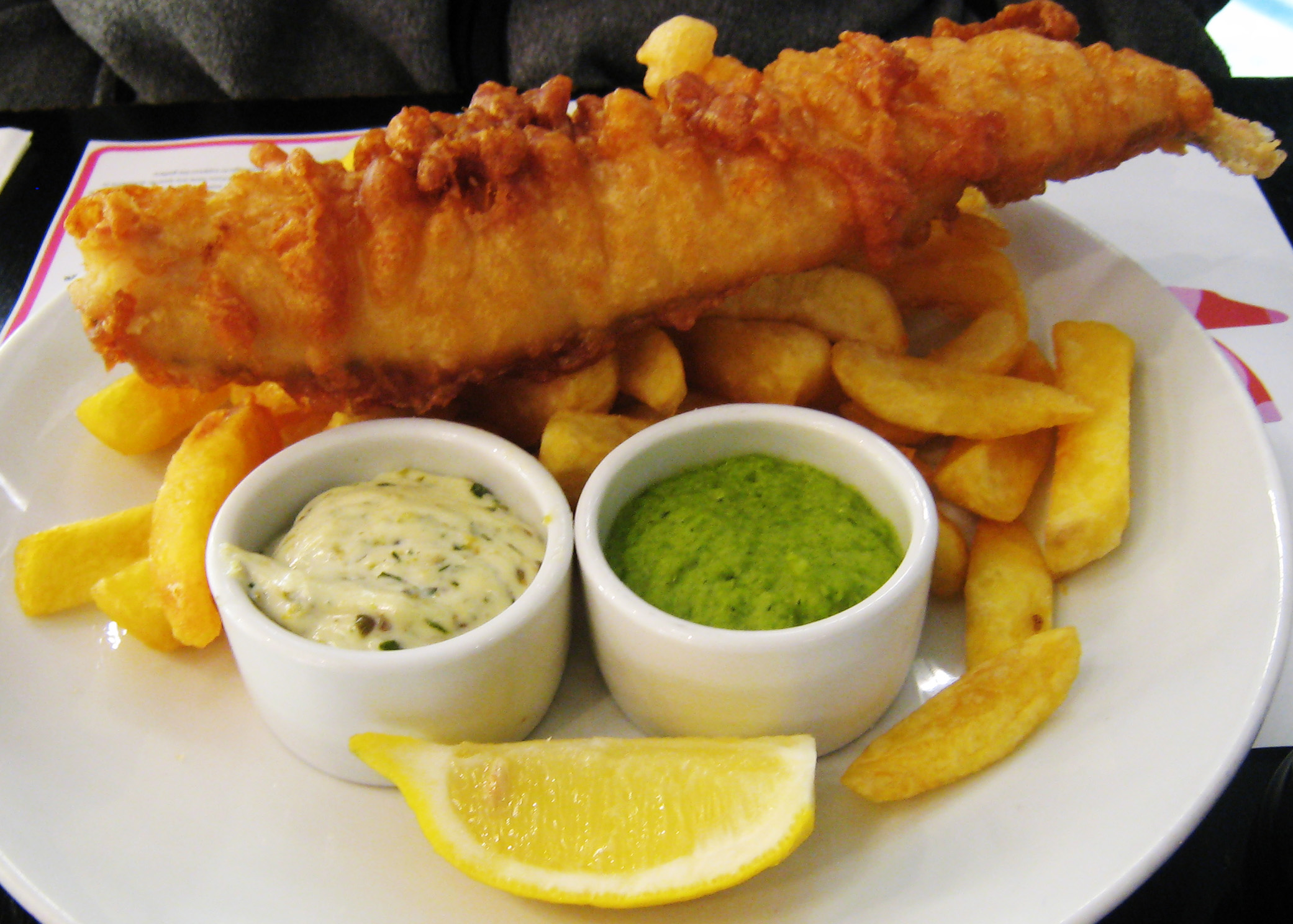
Fish and chips com puré de ervilhas

No Reino Unido, o fish and chips é normalmente temperado com sal e vinagre. O vinagre pode ser de tipo mais claro (como o usado nos picles) ou de malte, mais escuro. Os escoceses preferem o vinagre mais claro. Na Irlanda do Norte, é comum usar-se molho castanho ou de tomate sobre a comida. Nos EUA, oferecem molho tártaro ou vinagre. No Canadá, usa-se o vinagre sobre as batatas e limão espremido sobre o peixe.
Nos pubs britânicos, é comum encontrar fish and chips acompanhado por ervilhas cozidas. Outros acompanhamentos populares são os feijões com molho de tomate (baked beans), o pão com manteiga, a salada coleslaw, o puré de ervilhas (mushy peas) e os picles de cebola.
Quando o fish and chips é comprado para comer fora das lojas, estas fornecem frequentemente um garfo de madeira, tornando mais fácil o consumo do peixe e das próprias batatas.

## Lojas defish and chips

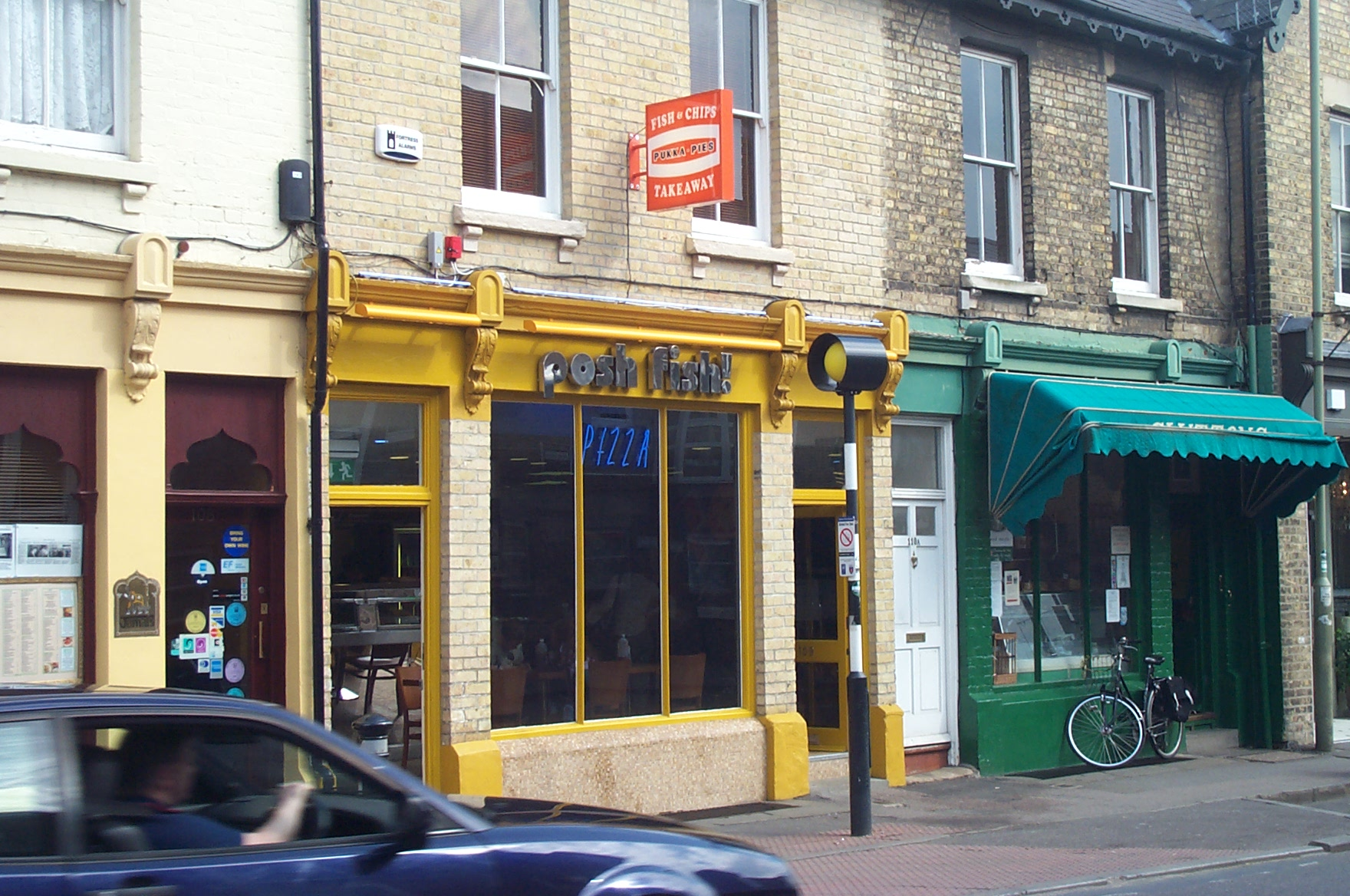
Uma loja de fish and Chips em Oxford

No Reino Unido e na Austrália, o fish and chips é normalmente vendido por restaurantes com mesas e por restaurantes de comida para levar para fora, conhecidos informalmente por chippies, chippers ou chip shops no Reino Unido ou por fish-and-chip[s] shops no Reino Unido, Canadá, Austrália, Nova Zelândia e África do Sul. Por vezes, nestes países é também utilizado o termo "Fish and Chippery". 
As lojas vão desde pequenos negócios familiares até restaurantes afamados como o "Doyles", na baía de Watson, em Sydney. No Reino Unido, é possível encontrar nomes criativos para as lojas como "The Batter Plaice" (que significa literalmente "a solha do polme", mas que por semelhança fonética também pode ser interpretado como "o local melhor") ou "The Frying Scotsman" (significando "o escocês da fritura"). Estas lojas vendem cerca de 25% de todo o peixe branco vendido no Reino Unido e 10% das batatas.